# 百済王慶仲
百済王 慶仲（くだらのこにきし けいちゅう）は、平安時代初期の貴族。名は慶忠とも記される。出羽守・百済王教俊の子。官位は従四位下・民部大輔。

## 経歴
淳和朝の天長2年（825年）従五位下から従五位上に昇叙される。
仁明朝の承和4年（837年）従五位上から正五位下に昇叙され、承和6年（839年）従四位下・民部大輔に至る。また、時期は不明ながらこの間に武蔵守を務めた。承和7年（840年）右大臣・藤原三守の薨去に際して、その邸宅に参議・文室秋津と共に派遣され、従一位贈位の詔を宣べている。承和8年（841年）4月20日卒去。最終位階は従四位下。

## 人物
百済王氏の中でも有用な人物で、大器ではなかったが、有能な官吏との評価があった。
釣りの技術を持っていると言われ、大勢の人が慶仲と釣りをしたが、魚は専ら慶仲の釣り針を呑み込むばかりで、慶仲は瞬く間に百余匹の魚を釣り上げたという。
また、諸大夫の中で壮健さを賞賛された。ある時、慶仲が東国から平安京へ戻る際、人々が争って渡船しようとしている渡し場に着いたところ、非常に悪賢い者が一味を率いてやってきて、人々を追い払って自分たちだけが渡船しようとしたが、人々はこれを恐れて敢えて抗議をしなかった。そこで慶仲は一回鞭で打ったところ、悪賢い者の額の皮が剥がれ垂れて顔を覆ってしまい、その者は惑って倒れ伏し、一味も散り散りに退散した。人々は非常に喜び、船に棹して競って川を渡ったという。

## 官歴
『六国史』による。
- 時期不詳：従五位下
- 天長2年（825年） 正月4日：従五位上
- 時期不詳：武蔵守
- 承和4年（837年） 10月28日：正五位下
- 承和6年（839年） 正月7日：従四位下。正月11日：民部大輔
- 承和8年（841年） 4月20日：卒去（従四位下）

## 系譜
- 父：百済王教俊[3]
- 母：不詳
- 生母不明の子女
  - 男子：百済王慶仁[3]
  - 男子：百済王慶苑[3]